# Liceum Ogólnokształcące im. Bartłomieja Nowodworskiego w Tucholi
Liceum Ogólnokształcące im. Bartłomieja Nowodworskiego w Tucholi powstało w 1937 roku i działa do dzisiaj. Obecnie mieści się w budynku wybudowanym w roku 1996 przy ulicy Pocztowej. Wcześniej mieścił się w budynku dawnego Liceum Pedagogicznego, który obecnie jest siedzibą Zespołu Szkół Leśnych oraz Zespołu Szkół Licealnych i Agrotechnicznych. Popularnie nazywany jest "Nowodworkiem".
Szkoła kształci uczniów z terenu powiatu tucholskiego, ale nie tylko. Obecnie można wybierać jeden z czterech profilów: ekomedycznego, politechnicznego z elementami e-sportu, humanistyczno-prawnego oraz filologiczno-artystycznego.  
I Zjazd Absolwentów Liceum Ogólnokształcącego odbył się 18 czerwca 1977 roku. Z tej okazji uczniowie szkoły oraz mieszkańcy Tucholi ufundowali sztandar. Tego dnia również nadano szkole imię Bartłomieja Nowodworskiego. W 2007 roku, podczas IV Zjazdu Absolwentów, zaprezentowano nowy sztandar, wykonany według projektu z lat 70. XX w.
Od roku szkolnego 2001/2002 do roku szkolnego 2018/2019 szkoła wchodziła w skład Zespołu Szkół Ogólnokształcących (razem z Gimnazjum Powiatowym). Od roku szkolnego 2019/2020 Liceum ponownie funkcjonuje samodzielnie. 

W 2022 roku liceum obchodziło 85. rocznicę istnienia. Jest tym samym najstarszą szkołą średnią w powiecie tucholskim. 

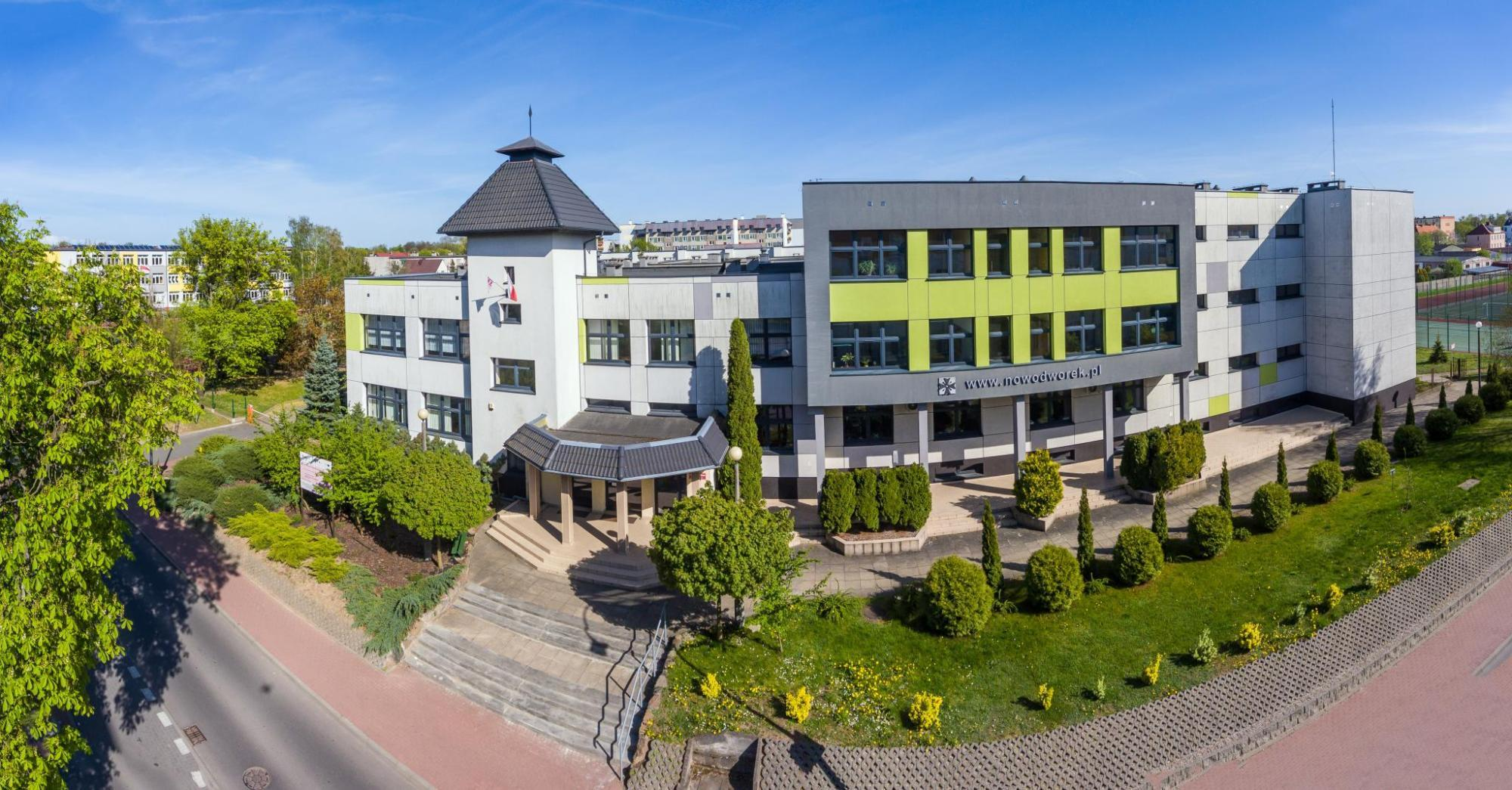
Widok szkoły od frontu

## Absolwenci

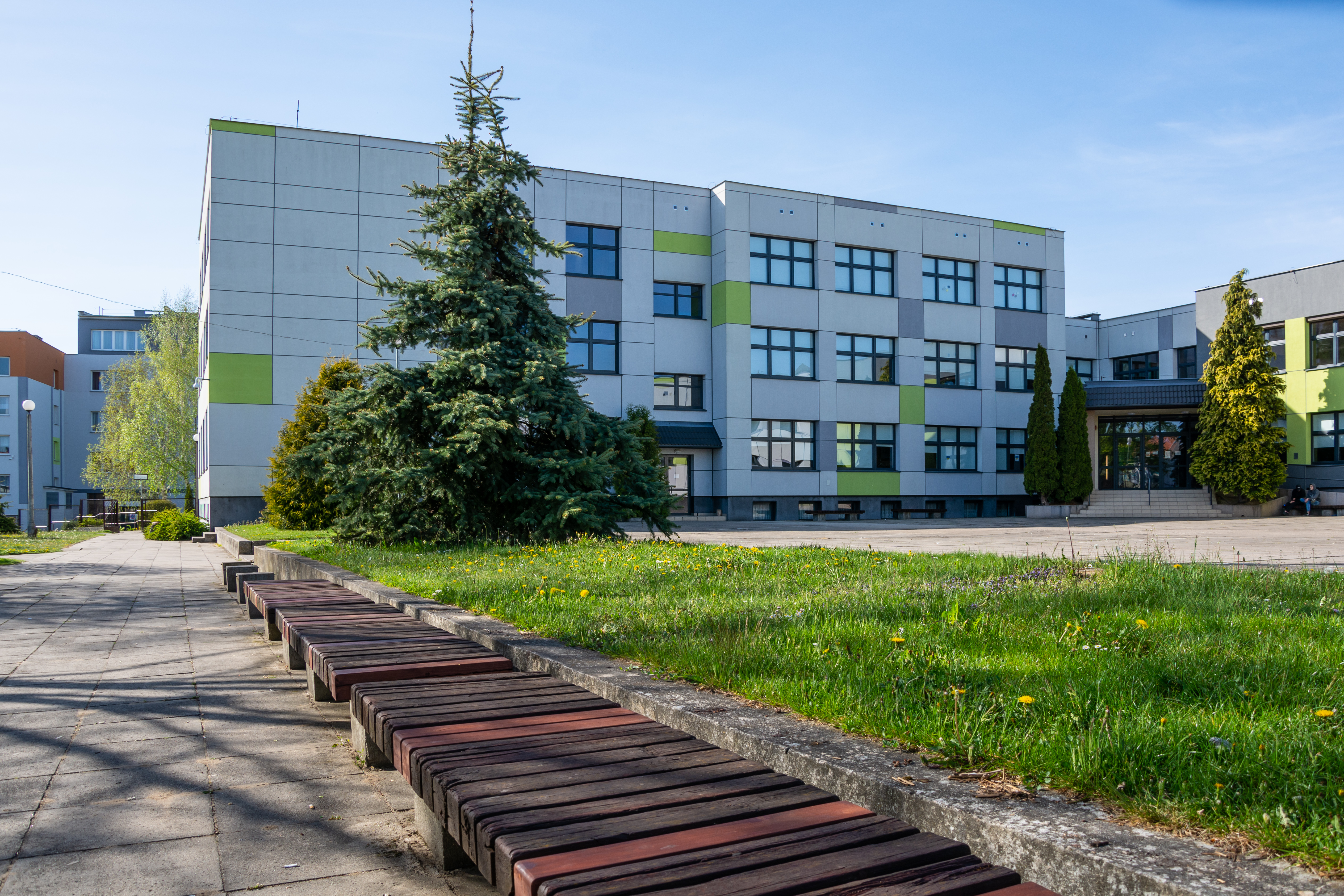
View od Nowodworski High School

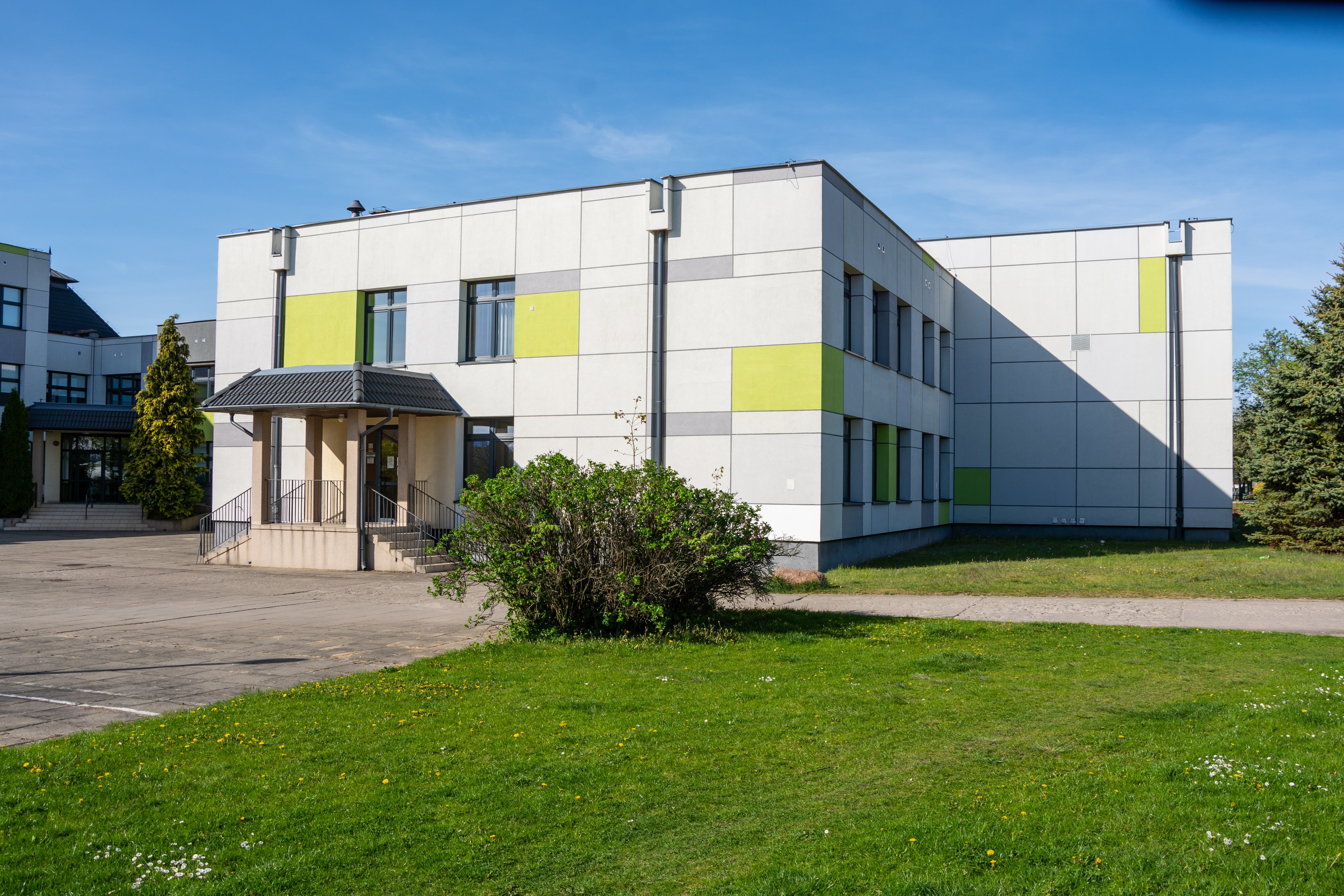
View od Nowodworski High School

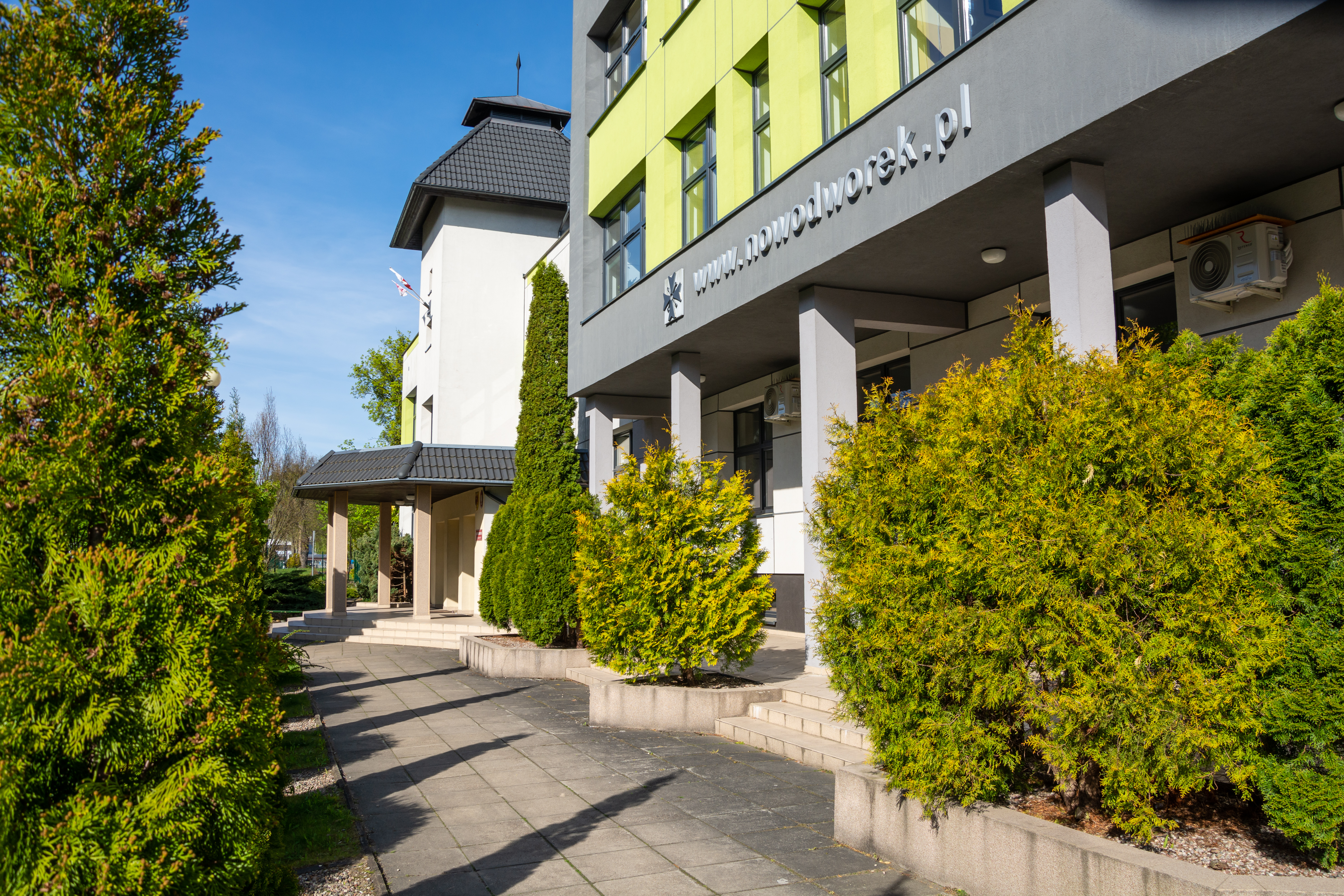
View od Nowodworski High School

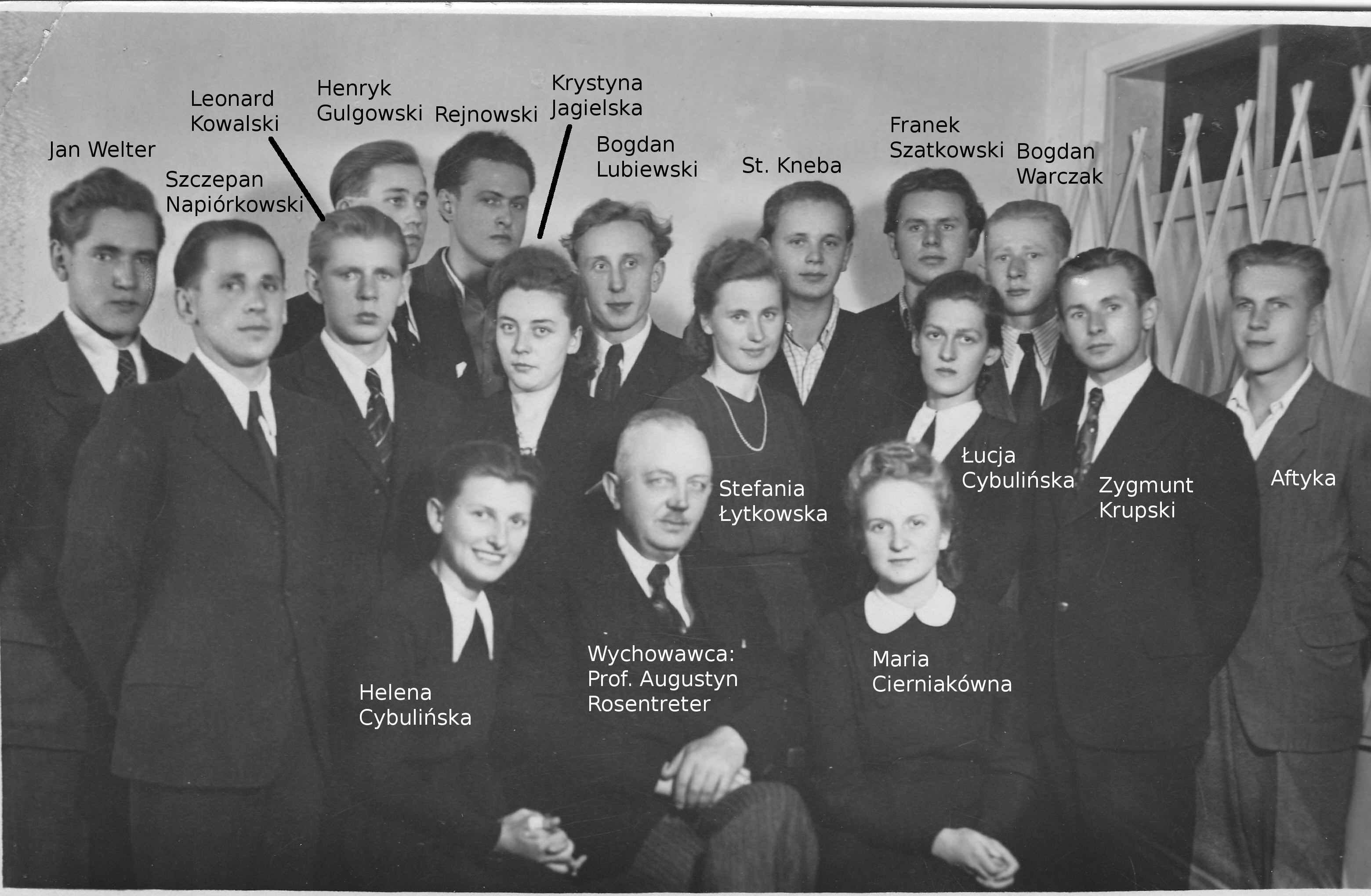
Absolwenci 1948

- Pierwsza matura odbyła się w 1939 roku.
- Pierwsza klasa powojenna zakończyła naukę maturą w 1948 roku (zobacz zdjęcie obok oraz oryginał bez napisów), ale ze względu na wojenną zawieruchę, maturę zdawali również abiturienci z innych lat. Absolwentem z 1948 roku jest Franciszek Szatkowski, inżynier mostowiec.
- Absolwentką z roku 1951 jest Zyta Edyta Połom-Brzoza, aktorka, laureatka Złotek Maski.
- Liceum Ogólnokształcące w Tucholi ukończył m.in. obecny europoseł PO – Tadeusz Zwiefka (matura 1973).
- Wielu nauczycieli Nowodworka to absolwenci szkoły.